# Engikaret
Engikaret ist ein Verwaltungsbezirk (Ward) des Distrikts Longido in der tansanischen Region Arusha.

## Geografie
Engikaret liegt im Norden von Tansania, etwa 40 Kilometer nördlich der Regionshauptstadt Arusha. Die Hochfläche in rund 1400 Meter Seehöhe wird umgeben vom 2800 m hohen Kitumbeine im Westen, dem 2629 m hohen Longido im Nordosten und dem 4562 m hohen Mount Meru im Süden. Der Bezirk grenzt im Norden an Mundarara und Orbomba, im Osten an Tingatinga, im Süden an Oldonyowass und Oldonyosambu des Distrikts Arusha im Südwesten an Mfereji des Distrikts Monduli und im Westen an Noondoto und Kitumbeine.
Engikaret hat eine Fläche von 910 Quadratkilometern. Bei der Volkszählung 2022 lebten hier 8298 Menschen in 1958 Haushalten.

## Gliederung
Der Bezirk besteht aus zwei Gemeinden (Mtaa) mit sieben Orten (Kitongoji):
| Engikaret - Indemwa - Osinyai - Embalwa | Kiserian - Engasurai - Ngóswani - Oldonyolaandare - Manau Sitet |

## Wirtschaft und Infrastruktur
- Gesundheit: Im Bezirk liegen zwei staatliche Apotheken, je eine in den Orten Engikaret[8] und Kiserian.[9]
- Bildung: Die Suma Engikaret Secondary School ist eine private Tagesschule, die Jugendliche bis zur 6. Stufe ausbildet.[10]
- Verkehr: Durch den Bezirk verläuft die asphaltierte Nationalstraße T2 von Arusha im Süden nach Namanga und Kenia im Norden.[11]